# La Seule Exactitude
La Seule Exactitude est un essai d'Alain Finkielkraut, paru chez Stock en octobre 2015  (ISBN 978-2234078970).

## Caractéristiques et thématiques
L'essai comprend 296 pages ; il est composé de nombreuses chroniques écrites au fil des jours, d'une longueur d'une à huit pages. L'auteur prend pour axes de réflexion les thématiques de la laïcité, de la mixité, de la diversité et du métissage.
L'ouvrage avait été précédé, deux ans auparavant, par l'essai L'Identité malheureuse.

## Signification du titre
L'auteur explique en filigrane la signification et le choix du titre dans la chronique intitulée L'esprit de pénitence (pages 240 à 243) :
"Selon une dialectique désormais éprouvée, la dénonciation du fanatisme se retourne en désaveu de soi. Marianne n'accuse plus : elle s'accuse, elle confesse ses péchés, elle se couvre la tête de cendres et promet de s'engager sans tarder sur la voie de la rédemption. Mais quelle faute a-t-elle donc commise pour qu'une élève de terminale du lycée Averroès de Lille soutienne devant son professeur de philosophie que la race juive est une race maudite par Allah ?  "L'esprit du 11 janvier" aimerait pouvoir incriminer l'apartheid social, territorial, scolaire, et une laïcité trop rigide. Seulement voilà : le lycée Averroès est un établissement privé sous contrat, flambant neuf et bien situé. Ce que manque la sociologie avec ses causes immuables et ses inévitables effets boomerang, c'est, pour le dire avec les mots du philosophe Max Horkheimer, "la non-contemporanéité des contemporains". Nous croyons que la mondialisation économique et technologique nous a fait entrer dans l'âge de l'histoire universelle. (...) Je laisse aux experts le soin de décider s'il faut choisir, pour les nouveaux arrivants, la voie de l'intégration ou celle de l'assimilation. Tout ce que je sais, c'est que les habitants d'un même territoire ne peuvent vivre ensemble que si leurs montres indiquent la même heure. La synchronisation s'impose. Et elle est incompatible avec la poursuite, au rythme actuel, de l'immigration de peuplement. (...) Mais, pour que tous deviennent contemporains, il ne faut pas qu'augmente indéfiniment le nombre de ceux qui ne le sont pas au départ. (...)"

## Réception critique
La publication de ce livre a connu une très large couverture médiatique et a suscité la polémique.
Le Magazine littéraire évoque « un style limpide, de la belle et grande et belle prose ».
Mathieu Bock-Côté, dans Le Figaro, souligne « un philosophe majeur qui est aussi un écrivain remarquable » qui « représente une parole libre, qui médite sur l'histoire sans se laisser conscrire, et qui subtilement, mais profondément, nous réapprend la liberté de pensée ».
Aude Lancelin, dans L'Obs, parle quant à elle d'un « néoréactionnaire » à qui elle reproche d'être « démagogique » et exprime sa « lassitude » « d’avoir davantage affaire à un cas névrotique qu’à un quelconque protagoniste du monde intellectuel ».